# Laniia
Laniia (* 1997 in Küllstedt, bürgerlich: Tanja Lerch) ist eine deutsche Sängerin. Bekanntheit erlangte sie durch ihr Mitwirken an den Liedern Glad You Came und Stars des deutschen Musikprojektes Vize, welche sich in den deutschen Singlecharts platzieren konnten.

## Biographie
Nach dem Abitur 2016 am St. Josef-Gymnasium in Dingelstädt nahm Laniia ein Lehramts-Studium an der Humboldt-Universität zu Berlin auf.
Als 16-Jährige bewarb sich die Sängerin für die Castingshow The Voice, schied aber in der Vorrunde aus. 2017 wurde sie beim Vorsingen von Vitali Zestovskih entdeckt, der sie unter Vertrag nahm. Für sein Musikprojekt Vize nahm Laniia den Gesang zur Debütsingle Glad You Came auf, wurde jedoch nicht als beteiligte Künstlerin genannt. Erst mit der zweiten Single Stars wurde die Sängerin als Featuring angegeben. Beide Lieder erreichten die deutschen und österreichischen Singlecharts.

## Diskografie

### Als Gastmusikerin
| Jahr | Titel Album     | Höchstplatzierung, Gesamtwochen, AuszeichnungChartplatzierungen (Jahr, Titel, Album, Platzierungen, Wochen, Auszeichnungen, Anmerkungen) | Höchstplatzierung, Gesamtwochen, AuszeichnungChartplatzierungen (Jahr, Titel, Album, Platzierungen, Wochen, Auszeichnungen, Anmerkungen) | Höchstplatzierung, Gesamtwochen, AuszeichnungChartplatzierungen (Jahr, Titel, Album, Platzierungen, Wochen, Auszeichnungen, Anmerkungen) | Anmerkungen                                                                |
| Jahr | Titel Album     | DE | AT | CH | Anmerkungen                                                                |
| ---- | --------------- | --- | --- | --- | -------------------------------------------------------------------------- |
| 2018 | Glad You Came – | DE44 Gold · (15 Wo.)DE | AT52 (8 Wo.)AT | — | Erstveröffentlichung: 15. Juni 2018 Verkäufe: + 200.000; Vize feat. Laniia |
| 2019 | Stars –         | DE18 Platin · (32 Wo.)DE | AT24 (41 Wo.)AT | — | Erstveröffentlichung: 3. Mai 2019 Verkäufe: + 500.000; Vize feat. Laniia   |

Weitere Gastbeiträge
- 2016: Teenage Dirtbag (Remix) (MADDN feat. Tanja Lerch)
- 2016: Little Talks (Vimalavong feat. Tanja Lerch)

## Auszeichnungen für Musikverkäufe
| 2× Platin-Schallplatte - Polen - 2021: für die Single Stars |

Anmerkung: Auszeichnungen in Ländern aus den Charttabellen bzw. Chartboxen sind in ebendiesen zu finden.
| Land/RegionAuszeichnungen für Musikverkäufe (Land/Region, Auszeichnungen, Verkäufe, Quellen) | Gold  | Platin     | Verkäufe | Quellen           |
| -------------------------------------------------------------------------------------------- | ----- | ---------- | -------- | ----------------- |
| Deutschland (BVMI)                                                                           | Gold1 | Platin1    | 600.000  | musikindustrie.de |
| Polen (ZPAV)                                                                                 | —     | 2× Platin2 | 100.000  | olis.pl           |
| Insgesamt                                                                                    | Gold1 | 3× Platin3 |          |                   |